# SS-77通用機槍
維克多SS-77（英語：Vektor SS-77）是一款由南非槍械公司維克多武器公司—前身為利特爾頓工程公司（英語：Lyttleton Engineering Works，簡稱：LIW）下屬的槍械公司—研製和生產的設計和生產的通用機槍，目前仍是由丹尼爾陸地系統所生產，發射7.62×51毫米北約口徑制式步枪子彈；而其轻机枪版本－迷你-SS，兩者的結構原理相同—則發射5.56×45毫米北約口徑制式步枪子彈。

## 歷史
1970年代後期，由於南非在安哥拉的邊境戰爭期間推行的种族隔离政策，引起了國際爭議。因此，它受到國際武器禁運制裁，這時的南非有著不得不設計和生產自己的武器的必要性。這款武器是為了取代南非武裝部隊的FN MAG通用機槍而設計的使用。1977年，它由理查德·約瑟夫·史密斯（英語：Richard Joseph Smith）和舍賴吉（英語：Soregi）所設計的，因此命名為“SS-77”。“SS”的意思是史密斯和舍賴吉，而“77”則是它的設計年份，1977年。
2016年非洲航空航天與國防（AAD）展覽上，丹尼爾陸地系統展出其生產的SS-77改進型——DMG-5和DMG-5 CX通用機槍以將其取代。

### 迷你-SS
在1990年代初期，推出了發射5.56×45毫米北約口徑制式步枪子彈的輕機槍版本，迷你-SS。利特爾頓工程公司亦生產了成套工具套件，可將現有的SS-77轉換為迷你-SS。變化包括重量由9.6公斤（21.16磅，21磅3盎司）下降至8.26公斤（18.21磅，18磅3盎司）、具有折疊式兩腳架和固定式槍托。
但該槍的機匣在大小和外型上，與SS-77相比並無甚麼不同，包括三腳架在內的各種附件几乎全部沿用自SS-77時的設計。因此與其說迷你-SS是一款班用型轻机枪，倒不如說它是一挺發射5.56×45毫米北約口徑制式步枪子彈的輕型通用機槍。

## 設計
SS-77採用氣動式自動原理和通過槍機後端左右搖動與機匣閉鎖、開鎖的偏移式閉鎖機構（又稱：搖動式閉鎖）。擊發以後的火藥燃氣通過位於槍管下方的導氣管，驅動活塞向後後座運動，活塞上的突柱進入閉鎖塊上凸輪槽，使閉鎖塊偏轉，接著向後運動拋出空彈殼。在此期間，閉鎖塊頂部的突柱帶動供彈機蓋上的撥彈桿，將彈鏈輸到半節；復進時，彈鏈再運動半節，閉鎖塊將子彈送進膛室。最後，活塞驅動閉鎖塊偏轉進入機匣壁上的閉鎖卡槽，然後活塞撞擊擊針擊發子彈。
機匣是由整塊钢材銑削加工而成。其下方裝有手槍握把和扳機。槍管可快速更換，外壁上具有凹槽，既可減輕重量，又可增大散熱面。
兩腳架安裝在導氣管的下方。裝有槍托的標準型SS-77可用作轻机枪，在轻机枪模式以下，可使用塑料彈箱收納彈鏈。彈箱安裝在機匣側面。
維克多武器公司還為該機槍配備了一款有著前捷克斯洛伐克風格的三腳架，將SS-77安裝在三腳架以上便可用作重機槍。
SS-77同時還可安裝在車輛或直升機上作為車／機載機槍使用。安裝在載具以上的時候，會將SS-77的槍托更換為Ｄ型垂握把（又稱作雙鏟型握把），安裝在機匣後端的左右兩側。射擊時按住位於兩手柄中間的壓桿式扳機即可。
SS-77通常使用R1M1可散式彈鏈供彈，亦可兼容M13可散式彈鏈和DM1不可散式彈鏈。彈鏈可以裝在容量為100發的防塵尼龍袋以內，或是容量為200發的防水硬箱當中。

## 衍生型
- SS-77：發射7.62×51毫米北約口徑制式步枪子彈
- SS-77緊湊型
- 迷你-SS：發射5.56×45毫米北約口徑制式步枪子彈
- 迷你-SS緊湊型
- DMG-5
- DMG-5 CX

## 使用國
- 哥伦比亚
  - 哥倫比亞軍隊（英语：Military Forces of Colombia）
  - 哥倫比亞國家警察（英语：Colombian National Police）[4]
- 科威特[5]
- 马来西亚
  - 马来西亚皇家海军特种作战部队
- 菲律賓
  - 菲律賓國家警察特別行動部隊
- 羅馬尼亞
  - 羅馬尼亞武裝部隊：於2008年底購入215挺SS-77 Mk 1購輕機槍，並在2009年交付。[6]
- 卢旺达：少量於1992年完成交付。[7]
- 沙烏地阿拉伯
  - 沙特皇家武裝部隊特種部隊（迷你SS）[8]
- 南非
  - 南非國防軍[9]：自1986年以來發配。[10]

## 流行文化

### 電影
- 2009年—：安裝在SA330美洲狮直升机上並且由列國聯盟（簡稱：MNU）士兵所使用。

## 資料來源
1. 1 2  Security Arms Vektor SS-77 & Mini-SS. （页面存档备份，存于） Retrieved on May 14, 2008.
2. ↑  Martin, Guy. . www.defenceweb.co.za.   [2017-09-01]. （原始内容存档于2017-09-01） （英国英语）.
3. ↑  Denel Land Systems Brochure. （页面存档备份，存于） Retrieved on May 14, 2008.
4. ↑   (PDF).   [2013-08-11]. （原始内容 (PDF)存档于2011-09-03）.
5. ↑  Jones, Richard D.; Ness, Leland S. (编).  35th. Coulsdon: Jane's Information Group. January 27, 2009. ISBN 978-0-7106-2869-5.
6. ↑  dpa.ro Buletinul Contractelor de Achizitii Publice （页面存档备份，存于） Retrieved on February 15, 2012.
7. ↑   (PDF).   [2014-07-20]. （原始内容 (PDF)存档于2014-07-28）.
8. ↑  .   [2016-02-22]. （原始内容存档于2017-03-06）.
9. ↑  .   [2013-08-11]. （原始内容存档于2016-12-22）.
10. ↑  .   [2013-08-11]. （原始内容存档于2013-07-27）.

## 外部連結
- （英文）—Manufacturer's website（页面存档备份，存于）
- （英文）—Modern Firearms－Vektor SS77 and Mini-SS（页面存档备份，存于）
- （英文）—Military, Security and Civilian Guns and Equipment—Vektor SS-77（页面存档备份，存于）
- （英文）—The Firearm Blog－AAD 08: Vektor SS77 Compact（页面存档备份，存于）